# Jens Lambæk
Jens Vedersø Stamp Lambæk (Gjellerup, 1899. október 16. – Herning, 1985. október 21.) olimpiai ezüstérmes dán tornász.
Az 1920. évi nyári olimpiai játékokon indult tornában és a svéd rendszerű csapat összetettben ezüstérmes lett.
Klubcsapata a DDS&G's Hold volt.